# Gigantochloa manggong
Gigantochloa manggong là một loài thực vật có hoa trong họ Hòa thảo. Loài này được Widjaja mô tả khoa học đầu tiên năm 1987.